# Hx
Hx var ett evenemang i Helsingborg som mellan 2014–2024 kunde sägas ersätta den tidigare Helsingborgsfestivalen. Arrangörerna beskrev namnet Hx på följande sätt: "H:et står för Helsingborg och x:et för olika saker beroende på vilken del i festivalområdet man befinner sig i eller vilken programpunkt man besöker. Namnet är en flirt med tidigare projekt i staden: Helsingborgsutställningen H55, bomässan H99 och stadsförnyelseprojektet H+." Hx hölls för första gången den 29–31 augusti 2014 och fokuserade på aktiviteter och upplevelser inom musik, kultur och idrott. För besökarna av evenemanget erbjöds prova-på-verksamheter, skapande verksamheter och workshops.
När programmet för Hx 2015 presenterades fick det utstå en hel del negativ kritik främst då musikutbudet ansågs vara för tunt. Från och med Hx 2016 inkorporerades delar av den tidigare Helsingborgsfestivalen i evenemanget. Efter att Hx 2017 fick ett dåligt betyg enligt arrangörernas egen undersökning gjordes en del förändringar, som bland annat en flytt av evenemangsområdet från Söder till området mellan Hamntorget och Fria bad samt att Hx kortades ned från tre till två dagar. I och med Covid-19-pandemin i Sverige gjordes Hx 2020 om till att bli "Sveriges första digitala stadsfestival", som livesändes via webben den 31 juli–1 augusti. 2022 slogs Hx ihop med H22 City Expo och festivalen förlängdes delvis en dag, i och med att Rix FM Festival besökte Helsingborg den 3 juli. 2023 arrangerades Hx samtidigt som Helsingborg Pride, vilket var ett aktivt val från arrangörerna för att på så sätt nå en bredare målgrupp.
Den 2 mars 2025 utannonserades det att Hx-festivalen läggs ned, där festivalen år 2024 blev den sista. Helsingborgs stad meddelade att beslutet att lägga ned Hx hade "bred politisk förankring". Två av anledningarna till nedläggningen var färre besökare än förväntat samt ökade kostnader. Som en sorts ersättare till Hx skapades istället två evenemang: Live på Sundet (under sommaren) och Vinterland (under vintern).

## Datum
- 2014: 29–31 augusti
- 2015: 28–30 augusti
- 2016: 4–6 augusti
- 2017: 3–5 augusti
- 2018: 3–4 augusti
- 2019: 2–3 augusti
- 2020: 31 juli–1 augusti (via webben)
- 2021: 6–7 augusti (delvis digitala arrangemang)
- 2022: 1–2 juli (delvis förlängd till 3 juli)
- 2023: 30 juni–1 juli
- 2024: 28–29 juni

## Hx-generaler
Hx-generalerna, det vill säga projektledarna, är de som hade det slutgiltiga ansvaret för Hx-festivalen.
- 2014–2016: Daniel Nilsson
- 2017–2019: Nathalie Jarnhäll
- 2020–2023: Jonas Wilson Stoltz
- 2024: Anna Tenfält

## Logotyper

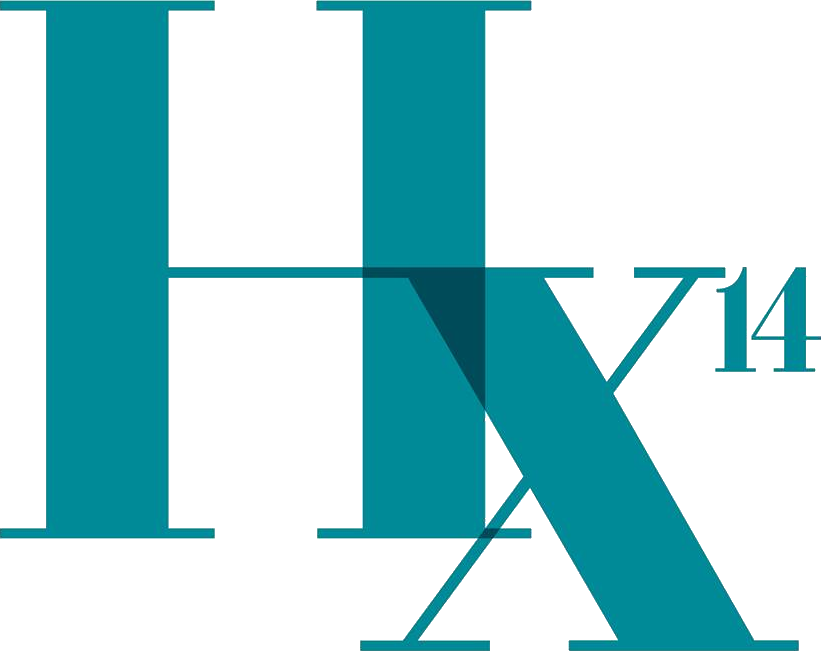
Logotypen 2014.
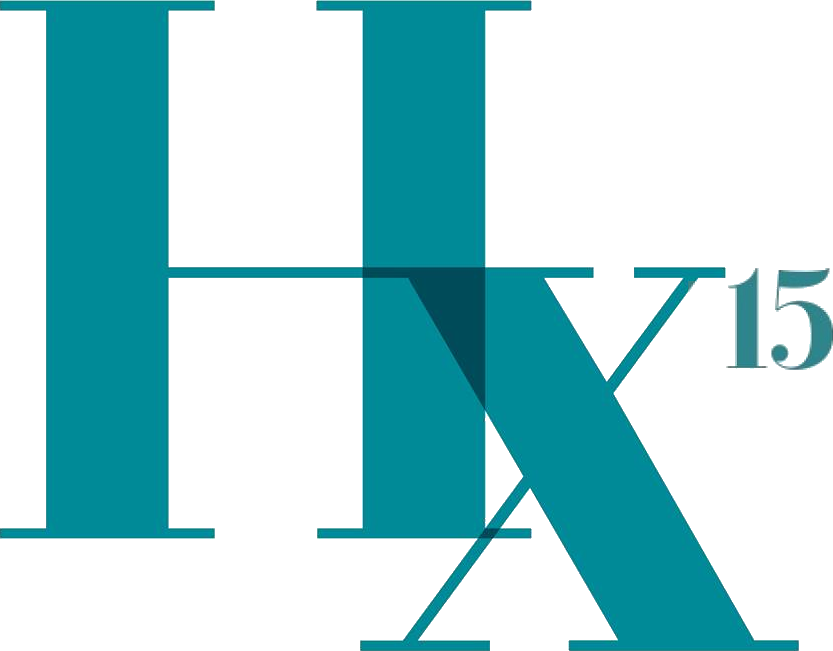
Logotypen 2015.
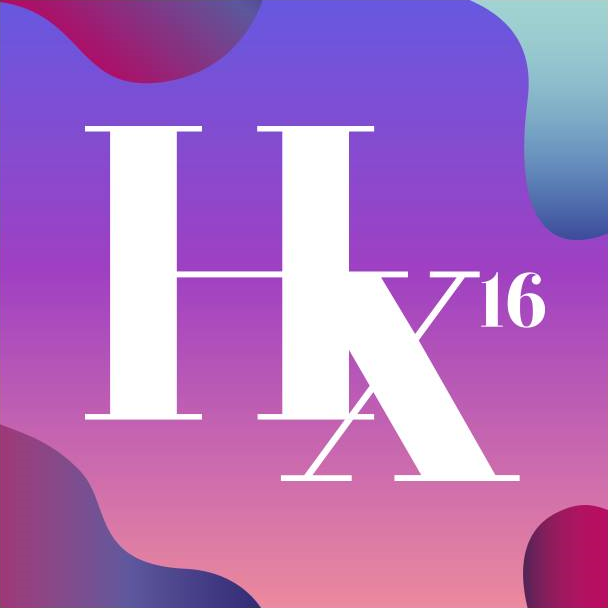
Logotypen 2016.
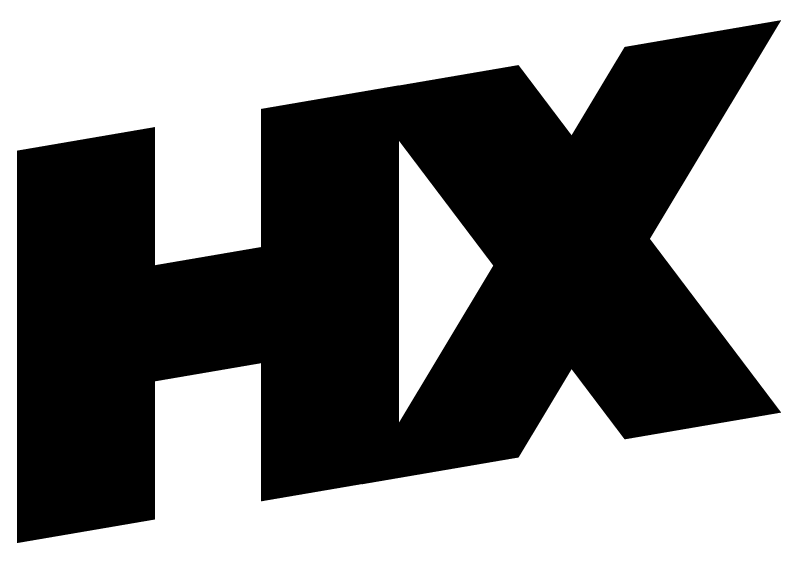
Logotypen 2017–2024.